# Lypovodolynský rajón
Lypovodolynský rajón (ukrajinsky Липоводолинський район) byl rajón v Sumské oblasti na Ukrajině. Hlavním městem byla Lypova Dolyna a rajón měl přibližně 18 tisíc obyvatel. 

## Sídla v rajónu
- Lypova Dolyna